# Tyskland i olympiska vinterspelen 1932
Tyskland deltog med 20 deltagare vid de olympiska vinterspelen 1932 i Lake Placid. Totalt vann de två bronsmedaljer.

## Medaljer

### Brons
- Hans Mehlhorn, Max Ludwig, Hanns Kilian och Sebastian Huber  - Bob.
- Rudi Ball, Alfred Heinrich, Erich Herker, Gustav Jaenecke, Werner Korff, Walter Leinweber, Erich Römer, Martin Schröttle, Marquardt Slevogt och Georg Strobl  - Ishockey.